# Citronella

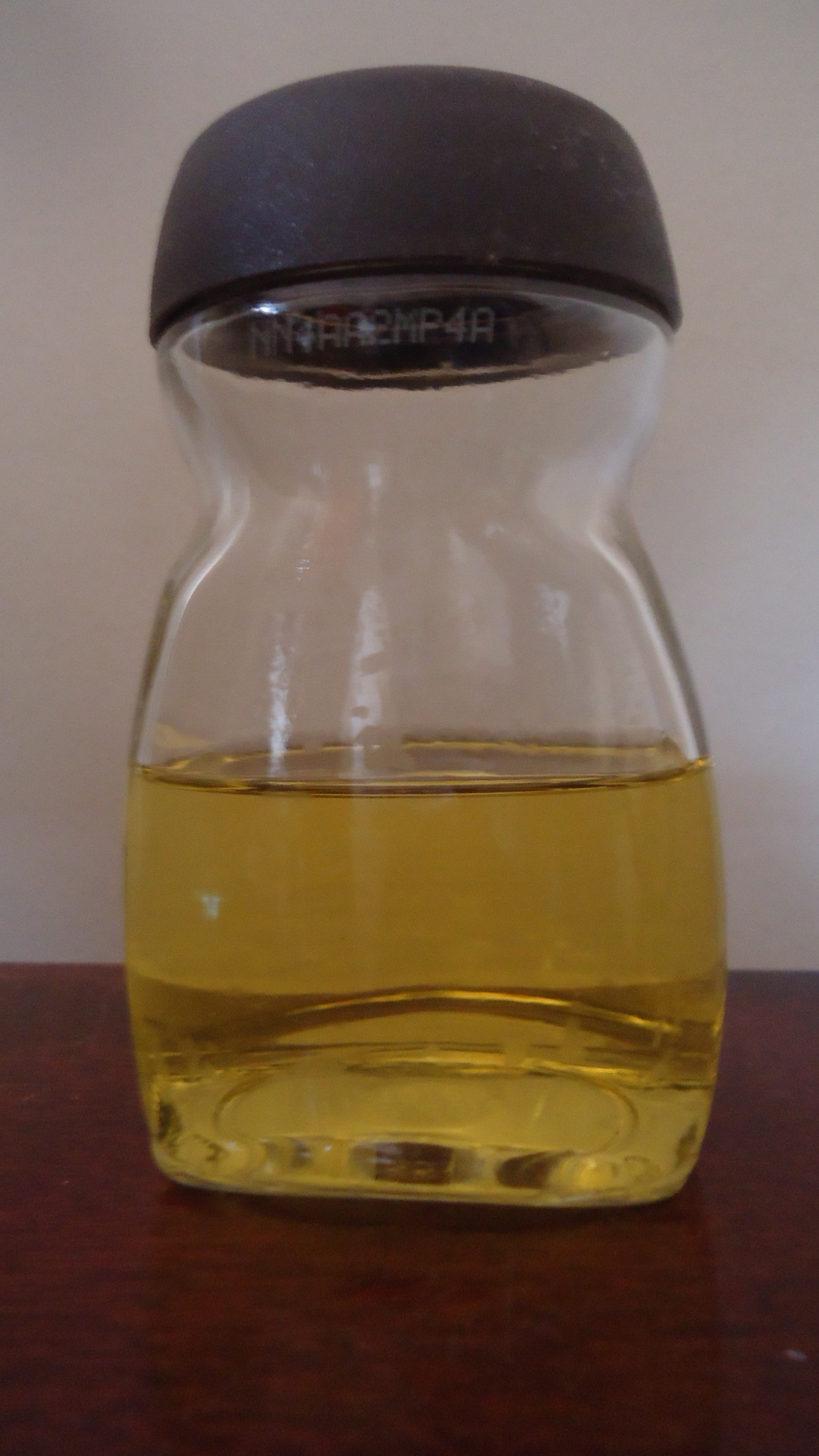
Citronella-olie

Citronella is een naam voor de etherische olie van een aantal Aziatische grassoorten uit het geslacht Cymbopogon, zoals de C. winterianus, C. citratus en C. nardus. De olie bestaat uit citronellal (32-45%), geraniol (12-25%), geranylacetaat (3-8%) en citronellylacetaat (1-4%).
Citronella behoort tot de goedkoopste etherische oliën die er zijn. De olie wordt veel gebruikt als geurstof in schoonmaakmiddelen.
Citronellaolie wordt soms aanbevolen voor het afweren van muggen. Er is echter geen documentatie dat het middel als biocide niet schadelijk is voor mensen en daarom mag het, volgens Europese wetgeving, per 1 september 2016 niet als biocide verkocht worden.

## Studies
Een wetenschappelijke studie naar de effecten van C. citratus op de stalvlieg (Stomoxys calcitrans (L.)) toonde met video-opnamen aan dat deze, vooral voor rundvee lastige ectoparasiet, een ruimte waarin de olie is aangebracht, vermijdt. Er werd aangetoond dat de olfactorische cellen van de vlieg een sterke respons vertonen voor citronella. In een aantal andere studies zagen onderzoekers vergelijkbare effecten bij de huisvlieg en bij malariamuggen.